# 2016年リオデジャネイロオリンピックの閉会式
2016年リオデジャネイロオリンピックの閉会式（2016ねんリオデジャネイロオリンピックのへいかいしき）では、2016年8月21日午後8時（ブラジル時間、UTC-3）から、リオデジャネイロのエスタジオ・ド・マラカナンで挙行された2016年リオデジャネイロオリンピック（第31回夏季オリンピック）の閉会式について記す。

## 概要
今大会はすべての式典を含めた総監督に映画監督のフェルナンド・メイレリスが務めた。
また閉会式にはミシェル・テメルブラジル大統領代行（副大統領）は欠席する代わりに、ロドリゴ・マリア下院議長が出席。一方、次回開催国の日本から安倍晋三内閣総理大臣、小池百合子東京都知事、松野博一文部科学大臣が出席した。
「喜びと祝福」を式のテーマとし、サンバ以外のブラジル各地伝統のブラジル音楽も用意された。

### 関連情報
まず開会式にも登場したアルベルト・サントス＝デュモン役の俳優が腕時計を見ると、プロジェクションマッピングで南米大陸や古時計盤が出現し閉会式開始までのカウントダウンが行われた。
閉会式は始めにバルバトゥッキ(葡:Barbatuques)の曲、BAIANÁとブルー２トロピカルアドベンチャー(原題：Rio2)で使われたBeautiful Creaturesに合わせ、南米の野鳥に紛した多数のダンサーがブラジルの名所、カリオカ水道橋、ポン・ヂ・アスーカル、コルコバードのキリスト像、ロベルト=ブーレマルケス作のブラジル庭園を通るケーブルカー、リオデジャネイロオリンピックのエンブレム、五輪マーク、の順に人文字の隊列を組んだ。
続いて、マルチーニョ・ダ・ヴィラが楽曲「カリニョーゾ」や「アス・パストリーニャス」を歌った。
マリア・ブエノがブラジル国旗を持って来ると、その時にブラジルの国歌を歌っているブラジル各州出身27名の少年少女合唱隊がブラジルの国旗の星の配置につき、国旗が掲揚された。

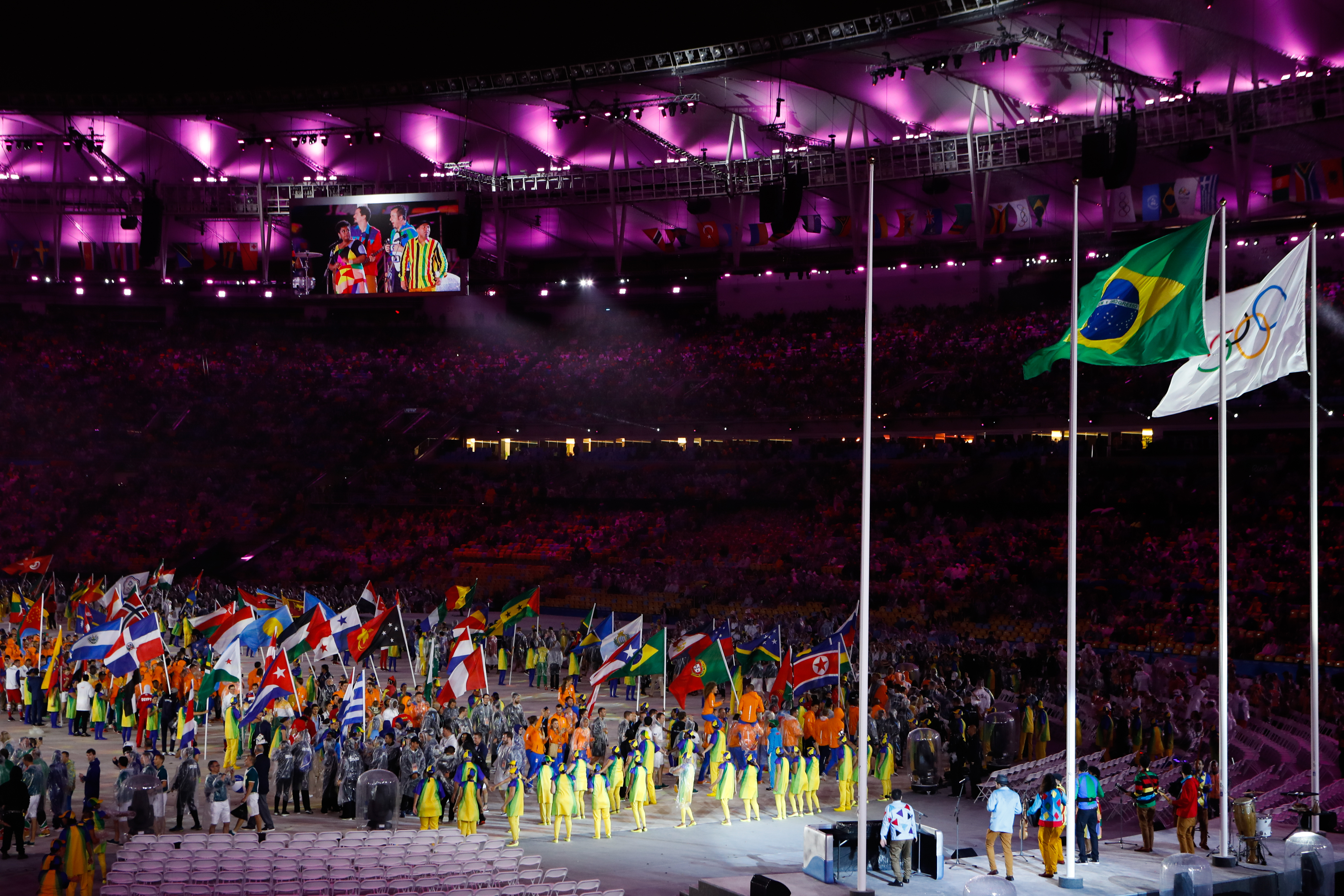
選手入場。右は掲揚されたオリンピック旗とブラジル国旗

カルメン・ミランダをオマージュしたカラフルな衣装をまとった、ホベルタ・サーが「Tico-Tico no Fubá」に乗って登場。
選手入場が終わり花火が打ち上がると、ノルウェー出身DJのカイゴが現れ、カイゴ選曲のオリンピックチャンネルの映像で大会のハイライトシーンを振り返った。その後、5大陸のメダリスト（アジアのレスリングの伊調馨や、アメリカ大陸、オセアニア、ヨーロッパ大陸、アフリカの競技メダリスト）が登壇。
セラ・ダ・カピバラ国立公園にもある古代南米文明の壁画がフィールドに出現後、探検着の女性探検隊員が発見した、インディオの幾何学模様を模したインディオ風のダンサーが、インディオの子どもたちが神々を称えるときに歌う曲を歌い踊った。
アルナルド・アントゥネスによってポルトガル語で詩「Não só o momento na vida gloriosa, há também uma tristeza」が読まれ、ブラジル北東部の伝承歌「Mulher Rendeira（レース編みの女性たち）」を歌いながらアフリカ系女性たちのAs Ganhadeiras de Itapuãが巨大なレース編みを行った。
さざ波を合図に、現地ブラジルで最も有名なダンサー集団「グルーポ・コルポ」が入場、トン・ゼーの楽曲「Parabelo」や全身を使いブラジルのダンス文化を表現した。
「アーザ・ブランカ」がBGMに変わると、フォホーが地表から現れた粘土人形ダンサーによって踊られ表現された。

## 男子マラソン表彰式
前回のロンドン大会同様、男子マラソンの表彰式が閉会式で実施された。

## オリンピック旗降納
IOCの新しい選手委員に任命された選手たち（ドイツのブリッタ・ハイデマン、ロシアのエレーナ・イシンバエワ、韓国の柳承敏、ハンガリーのジュルタ・ダニエル）が紹介され、大会を支えたボランティアに花束が贈呈された後、シンガーソングライターのレニーニがボランティアへの感謝の替え歌をハンド形着ぐるみのボランティアに取り囲まれながら歌唱後、オリンピック憲章に従いギリシャ国旗掲揚とギリシャ国歌吹奏、続いてオリンピック旗降納と退場に合わせ、開会式と同じくブラジルのスラム街出身の子供たちによるオリンピック賛歌が奉唱された。

## オリンピック旗授受

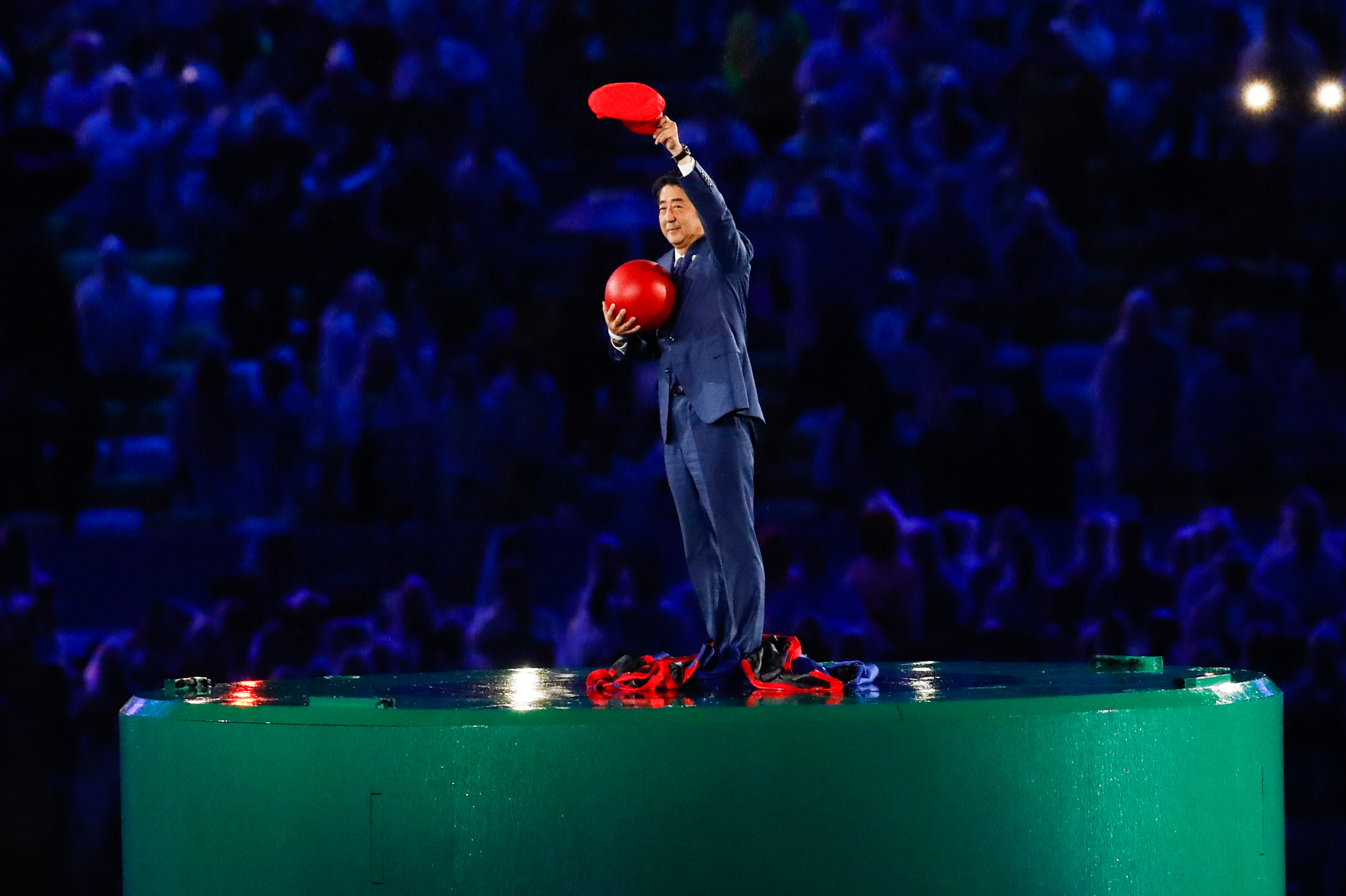
土管から登場し、右腕に赤い玉を抱えながら左手でマリオ帽を掲げる、日本の安倍晋三首相
(マラカナンスタジアム)

2020年東京オリンピックに向けて、リオデジャネイロから東京への五輪旗の授受を行うフラッグハンドオーバーセレモニー（Flag Handover Ceremony）が行われた。式全体のクリエイティブスーパーバイザーを務めたのは佐々木宏と音楽監督も兼任する椎名林檎の二人、総合演出と演舞振付にはMIKIKOが、そしてクリエイティブディレクターとして菅野薫が参加し、この4名でクリエイティブチームを構成。アドバイス担当は宮田亮平、竹内誠、オリンピアン・小谷実可子、パラリンピアン・田口亜希の4名で構成された。
各パートの音楽は椎名自身の楽曲のほかに三宅純、H ZETTRIO、中田ヤスタカの楽曲が使用された。東京を紹介するプロモーションムービーの映像は、制作チームのチーフ映像ディレクターとして映像作家の児玉裕一が手掛けた。演出に当たっては、如何にして「現代の東京（日本）」を表現するかを巡って4人の間で激論が交わされた結果、現代の日本の中に息づく「目に見えない伝統」を表現するという方向性が定まり、敢えて日本的なもの（武士や忍者などを使った演出、あるいは衣装に典型的な和服を用いること、など）を排除し、精密な動きなどで日本人ならではの規律や調和を表すことになった。選曲にあたっても、ショー全体の演出と振り付けを担当したMIKIKOから渡された音楽資料（すべてSOIL&"PIMP"SESSIONSの楽曲だったという）からMIKIKOのイメージする音楽を汲み取った椎名は、それまでの日本の国家的大型イベントで多かった伝統楽器で演奏されるような分かりやすい「和」の曲はあえて選ばなかった。
式ではまずオリンピック旗がエドアルド・パエスリオデジャネイロ市長からIOCのトーマス・バッハ会長、そして次期開催都市東京の首長である和服姿の小池百合子都知事へと引き渡され、続いて次期開催地である東京の8分間に渡る紹介演技が披露された。
日本の国歌である『君が代』合唱（編曲：三宅純）と日本国旗掲揚の後から始まった「ARIGATO FROM JAPAN」（音楽：三宅純「ANTHEM OUTRO」）では、全面赤に染まったリオの会場のフィールドがトヨタ・ウィングレットに乗って移動するパフォーマーたちの動きに合わせて少しずつ赤い部分が中央に収束して白い部分が現れ、やがてフィールドには日本国旗を模した巨大な日の丸が現れた。その後、日の丸が「RIO」「OBRIGADO」「ARIGATO」の人文字に変わると、周囲にも「THANK YOU」や「MERCI」など、「ありがとう」を様々な言語で現した人文字が出現し、それらはやがてウィングレットの動きに合わせて様々な言語で「ありがとう」を意味する赤いタイポグラフィに変わり、最後は「FROM JAPAN」の人文字が解散する映像に切り替わった。
ここから映像パートに切り替わり、前半は「WARMING UP! TOKYO 2020」をテーマに、土橋ココ（2016年全国高等学校体操競技選抜大会女子個人総合優勝）が午前9時30分の渋谷スクランブル交差点で演技するところからスタートした。椎名の「ちちんぷいぷい」（編曲：村田陽一）が流れる中、秋田新幹線のこまちと並んで泳ぐ北島康介、雷門をバックに背負い投げをする阿部一二三、首都高速道路をネットに見立てて打球を返す加藤美優など、アスリートらによる競技イメージと東京の名所などを組み合わせた映像の間に、東京の夜景やAyaBambiのダンスに加え、岬太郎と共にツインシュートを繰り出す大空翼、陸上のトラックを模したステージでモンスターと競走をするパックマン、QFRONTの街頭ビジョン（Q's EYE）の中でのび太、しずか、スネ夫、ジャイアンと共にタケコプターで空を飛ぶドラえもんたち、チアガールに扮したハローキティといった、日本を代表するマンガやゲームの人気キャラクターたちが次々と登場した。
映像パートの後半では、H ZETTRIO「Neo Japanesque」「Get Happy!」のミックスをバックに、水に潜った北島が日の丸を模した赤いボールを拾って投げると、ボールはハローキティを伴走者にした高橋尚子、オーバーヘッドキックを繰り出す大空翼、パックマンとパンチを繰り出す村田諒太とリレーされ、最後は安倍首相の手に渡った。安倍首相を乗せたリムジンが国会議事堂を出発すると、安倍首相は腕時計を見て、「（このままでは）リオに間に合わない」と察してマリオに変身、赤いボールを持って渋谷を走っているとドラえもんと合流。ドラえもんがポケットから土管を取り出すと東京（渋谷）からドリルで地面に穴を開けて地球のほぼ真裏にあるリオデジャネイロに到達するというアニメーションが流れ、会場にも土管が現れる。マリオが土管に入る直前、マリオが持っている「RIO」と書かれたパンフレットを開くと「MARIO」と書かれており、マリオが土管を通り抜けると映像パートが終了し、会場に現れた土管からマリオに扮した安倍首相本人が登場するという演出が行われた。
その後、中田ヤスタカの「1620」が流れると、会場には東京で実施予定の33の競技を現したアニメーションがARで浮かび上がった（AR演出のプログラミングはライゾマティクスが担当）。その後はELEVENPLAYのメンバー20人、青森大学男子新体操部のメンバー20人、5人の男性ダンサーで構成された総勢50人のパフォーマーによる、プロジェクションマッピングや45個の光る四角形のフレームなどを使った、33の競技をモチーフにしたアクロバティックなパフォーマンスが披露された。
曲が椎名が提供した「望遠鏡の外の景色」（編曲：村田陽一）に変わるとフィールドに東京の夜景が映し出され、ダンサーの手拍子を挟んで、衣装を変えたダンサー達による応援団をモチーフにした「応援の舞」、手旗信号で感謝を表す「ありがとうの舞」、日本の礼儀作法を取り入れた「おもてなしの舞」が披露された。徐々に集まったフレームが東京五輪の市松模様エンブレムを形作った後、フレームとダンサーが横一列に並び始め、フィールドには徐々に富士山と太陽を模した日の丸を背景に東京の街並みを表した影絵（左からレインボーブリッジ、東京都庁舎、東京タワー、東京スカイツリー、浅草寺、国会議事堂）が現れる。すると横一列に並んだダンサー達が一斉に踊りはじめ、土管の中から東京スカイツリーの模型が出現、影絵の下には「SEE YOU IN TOKYO(東京で会いましょう)」というメッセージと東京大会のエンブレムが映し出された。
パフォーマンスが終わるとダンサーが一斉にお辞儀をし、安倍首相の「SEE YOU IN TOKYO!」のかけ声でボールが北島に手渡されたのを合図に『スーパーマリオブラザーズ』のコースクリアファンファーレとともに日本をイメージした赤と白の花火が打ち上がってパフォーマンスは幕を閉じた。なお、この花火の演出を担当したのは池端信宏（加山雄三の長男）である。
カルロス・ヌズマン五輪組織委員長、バッハIOC会長の挨拶が行われリオ市民にオリンピックカップを授与すると発表、その後、バッハ会長が閉会を宣言した。

## 聖火の消灯

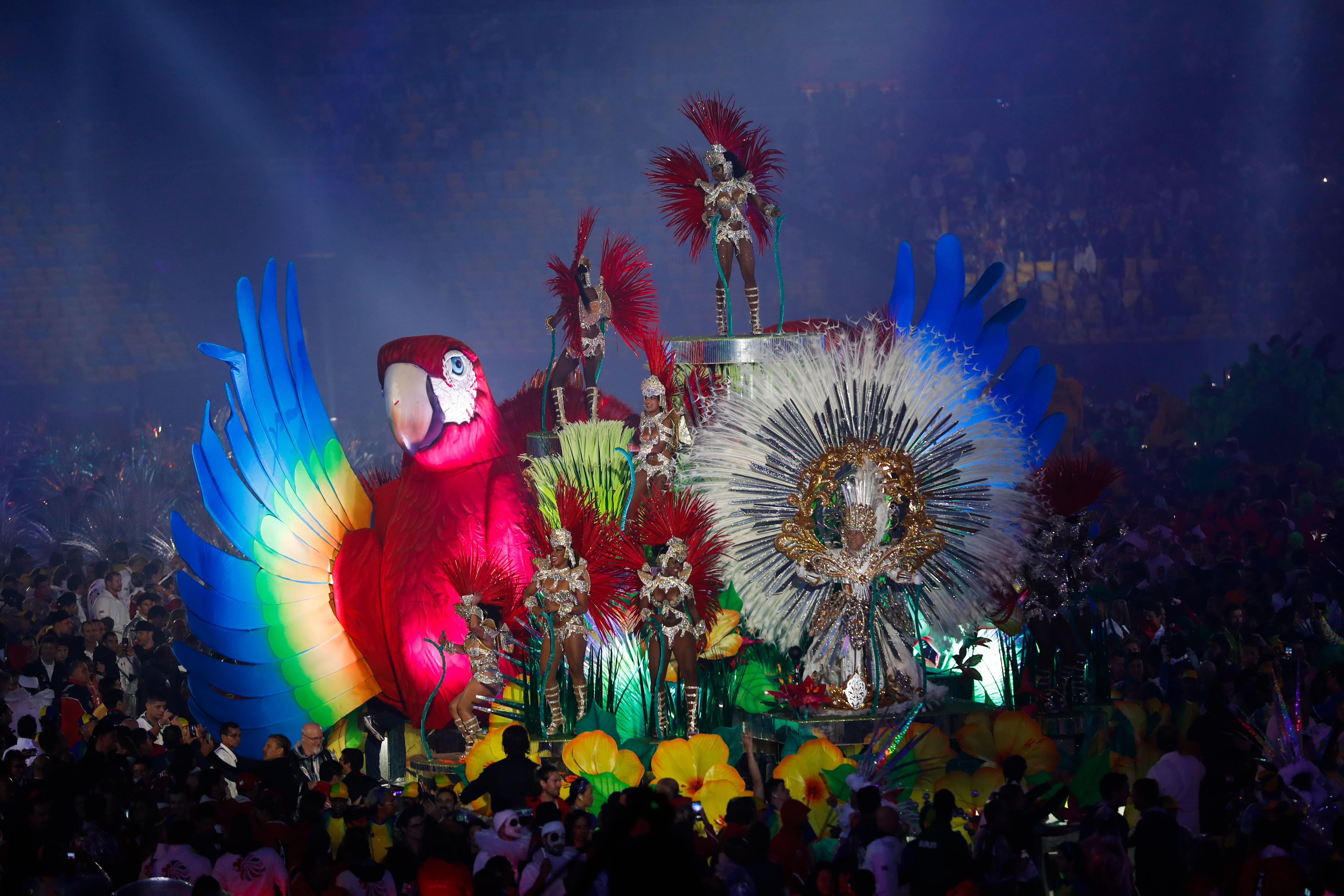
リオのカーニバル風パレード

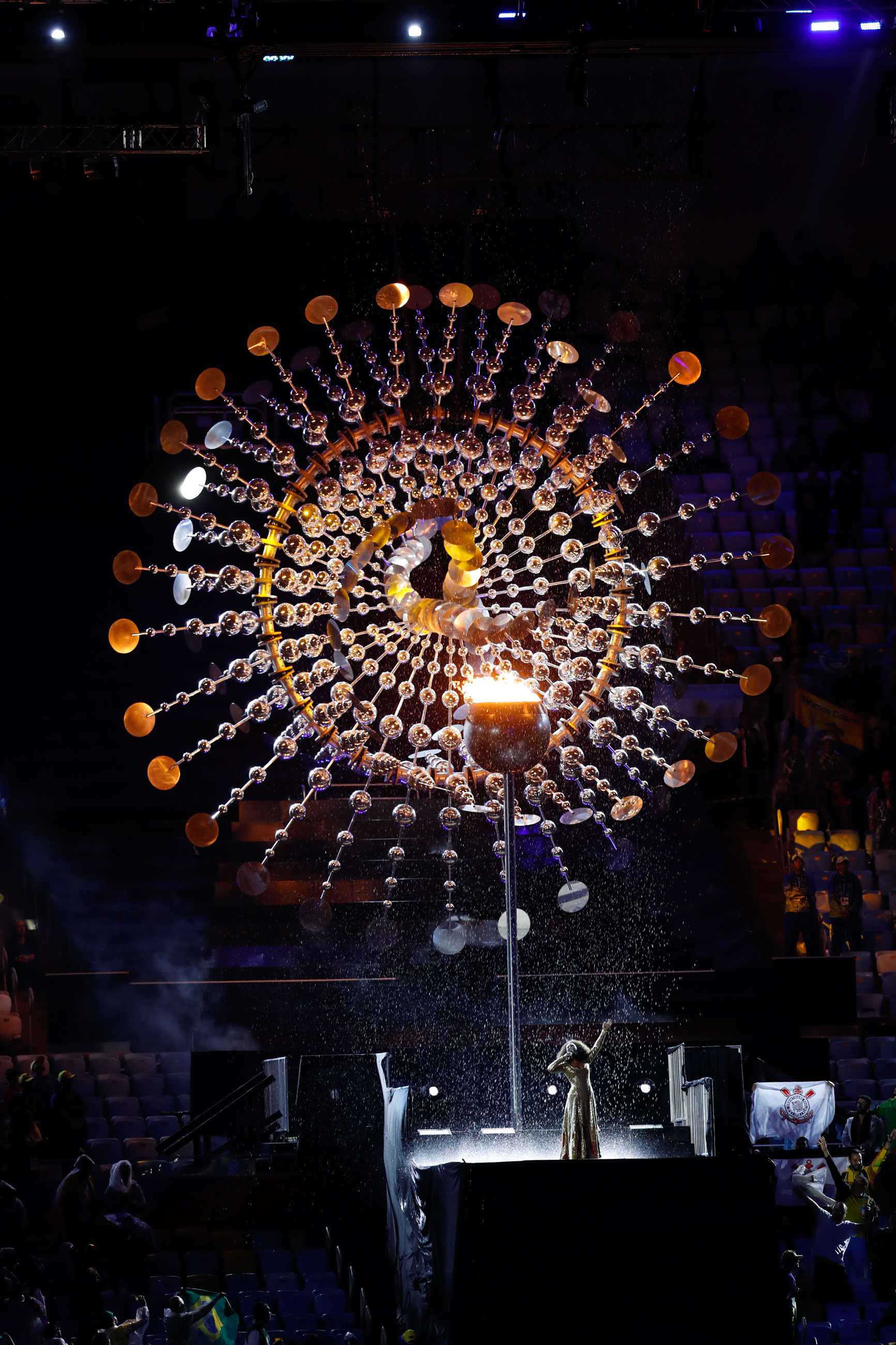
まもなく聖火が消される聖火台とマリエニ・デ・カストロ

ブラジルのサルヴァドール出身の歌手のマリエニ・デ・カストロが聖火台を背にし歌い始めると上方から（既に降っている天然の雨に重ねて）人工雨が降り注ぎ、やがて聖火及び太陽の灯が徐々に消えオブジェの旋回が止まり、オリンピックの閉幕を告げた。その直後に会場中央に木が現れ、聖火を消した雨は恵みの雨となった。その後、カストロが歌う曲をサンバ調の『Cidade Maravilhosa（シダージ・マラビリョーザ、リオ市の市歌）』に変更すると、神戸市出身のパシスタである工藤めぐみ（開会式は配役同様の日本人移民として参加したが、ここでは本来のパシスタ役）等の250人で構成されたリオのカーニバルの一行がフロート車と共にダンスを披露し、閉会式は幕を閉じた。

## 日本での放送
テレビ
同年8月22日（日本時間）7:30 - 11:35にNHK Eテレ（総合テレビはNHKニュース おはよう日本&オリンピックと連続テレビ小説『とと姉ちゃん』、台風9号関連ニュース放送のため）で生中継された（実況：三瓶宏志、杉浦友紀両アナウンサー。式終了後に小池都知事と北島が出演）。また、テレビ朝日でも同日12:00 - 14:00に録画放送された（実況：吉野真治、ゲスト：松岡修造）。
ラジオ
7時45分からNHK-FM放送にて生中継された。